# ليليان كومبان
ليليان كومبان (بالفرنسية: Lilian Compan)‏ (مواليد 30 أبريل 1977 في هييريس - فرنسا) لاعب كرة قدم فرنسي سابق، كان يلعب في مركز المهاجم.

## روابط خارجية
- ليليان كومبان على موقع رابطة كرة القدم الفرنسية للمحترفين (الإنجليزية)
- ليليان كومبان على موقع قاعدة بيانات كرة القدم.إي يو (الإنجليزية)
- ليليان كومبان على موقع ليكيب (الفرنسية)
- ليليان كومبان على موقع كووورة